# Sealab 2020
A Sealab 2020 1972-ben bemutatott amerikai rajzfilmsorozat William Hanna és Joseph Barbera rendezésében. A sorozatot a Hanna-Barbera gyártotta. Az Egyesült Államokban az NBC vetítette 1972. szeptember 9-től december 2-ig; Magyarországon nem mutatták be. A műsor egy csapat tudósról szól, akik a tenger mélyén vezetett laboratóriumukból védelmezik a tengert és annak gazdag élővilágát. A sorozat 1 évadot élt meg 13, egyenként 20 perces epizóddal, 2 további epizódot soha nem vetítettek le. 2001-ben a Cartoon Network felnőtteknek szóló testvércsatornája, az Adult Swim elkészítette a sorozat „felnőtt” változatát Sealab 2021 címmel, mely az eredetit parodizálta ki extrémen eltúlzott módon. A sorozatot 2012-ben adták ki DVD-n.

## Epizódok
| #   | Cím                         | Premier              |
| --- | --------------------------- | -------------------- |
| 1.  | Deep Threat                 | 1972. szeptember 9.  |
| 2.  | Lost                        | 1972. szeptember 16. |
| 3.  | Green Fever                 | 1972. szeptember 23. |
| 4.  | The Singing Whale           | 1972. szeptember 30. |
| 5.  | The Shark Lover             | 1972. október 7.     |
| 6.  | The Basking Shark           | 1972. október 14.    |
| 7.  | Where Dangers Are Many      | 1972. október 21.    |
| 8.  | Backfire                    | 1972. október 28.    |
| 9.  | The Deepest Dive            | 1972. november 4.    |
| 10. | The Challenge               | 1972. november 11.   |
| 11. | Collision of the Aquarius   | 1972. november 18.   |
| 12. | The Capture                 | 1972. november 25.   |
| 13. | The Arctic Story            | 1972. december 2.    |
| 14. | S.O.S.: Sealab Ocean Signal | [levetítetlen]       |
| 15. | Utopia of Cassidy           | [levetítetlen]       |